# Президент Государства Палестина
Президент (Раис) Государства Палестина (араб. رئيس دولة فلسطين‎) — высшее должностное лицо де-юре частично признанного Государства Палестина.

## История
Государство Палестина было создано в 1988 году в изгнании. 5 июля 1994 года, в результате Соглашений в Осло между Израилем и ООП, была создана Палестинская национальная администрация (ПНА), председателем (раисом) которой стал Ясир Арафат. В официальном письме Ицхаку Рабину от 4 мая 1994 года, Ясир Арафат, после его прибытия на палестинские территории в результате Соглашений, обязался не использовать титул «Президент», а именовать себя «Председателем Палестинской администрации» или «Председателем ООП».
5 января 2013 года был издан указ председателя ПНА Махмуда Аббаса, предписывающий впредь вместо названия «Палестинская национальная администрация» использовать в официальных целях исключительно название «Государство Палестина». Этим же указом должность главы ПНА была заменена на должность Президента Государства Палестина. Ряд таких стран, как Израиль, Испания, Норвегия, США, Швеция и некоторые другие[уточнить], это решение не признали.

## Полномочия
Президент Государства Палестина является верховным главнокомандующим вооруженными силами. Он определяет внешнюю и частично внутреннюю политику государства, назначает премьер-министра и утверждает состав правительства, имеет полномочия снять главу правительства с поста в любое время. Президент имеет право распустить парламент и назначить внеочередные досрочные выборы.

## Список председателей Палестинской национальной администрации и президентов Государства Палестина
| Руководитель                    | Фото | Начало правления | Конец правления | Примечания                                                       |
| ------------------------------- | ---- | ---------------- | --------------- | ---------------------------------------------------------------- |
| Ясир Арафат Абу Аммар           |      | 5 июля 1994      | 11 ноября 2004  | Умер в должности                                                 |
| Махмуд Аббас Абу Мазен          |      | 11 ноября 2004   | 5 января 2013   | Продолжил правление в качестве президента Государства Палестина. |
| Президент Государства Палестина |      |                  |                 |                                                                  |